# Вінденберге
Віндберге (нім. Windberge) — село в Німеччині, у землі Саксонія-Ангальт, входить в район Штендаль в складі міського округу Тангергютте.
Населення складає 285 осіб (станом на 31 грудня 2013 року). Площа — 32,41 км².

## Історія
Перша згадка про поселення — 1160 рік.
До 2010 року створила власну коммуну, куди також входили села: Брункау, Оттерсбург і Шлойс.
31 травня 2010 року, після проведення реформ, Вінденберге увійшла в склад міського округу Тангергютте якості район.  В цей район також увійшли і Брункау, Оттерсбург та Шлойс.

## Галерея
|                      |
| Церква в Вінденберге |

|                      |
| Садиба в Оттерсбурзі |